# Choroba Mondora
Choroba Mondora – zakrzepowe zapalenie żył powierzchownych ściany klatki piersiowej lub brzucha bez towarzyszącego stanu zapalnego. Inna nazwa "zapalenie żył o wyglądzie żelaznych nici". 
Rzadką lokalizacją może być kończyna górna lub prącie.
Chorobę opisał jako pierwszy Henri Mondor w 1939 roku.